# Cucullanus pulcherrimus
Cucullanus pulcherrimus is een rondwormensoort uit de familie van de Cucullanidae. De wetenschappelijke naam van de soort is voor het eerst geldig gepubliceerd in 1918 door Barreto.